# Sumire Nakamura
Sumire Nakamura (仲邑 菫; Osaka, 2 marzo 2009) è una goista giapponese.
È la più giovane giocatrice professionista giapponese, essendo diventata 1 dan all'età di 10 anni e 1 mese; ha raggiunto il grado di 2 dan all'età di 12 anni e 13 giorni, anche questo un primato, e quello di 3 dan a 13 anni e 7 mesi, primato femminile. Detiene il primato del più giovane professionista giapponese a ottenere 100 vittorie in carriera, all'età di 13 anni e 3 mesi, e quello di più giovane professionista a conquistare un titolo (Kisei femminile) all'età di 13 anni e 11 mesi.
Da febbraio 2024 compete per la federazione sudcoreana.

## Biografia
Nata nel 2009 a Tokyo, Nakamura è la figlia di Shinya Nakamura, 9° dan professionista di Go; sua zia materna è Ishii Akane, 3° dan professionista. Ha iniziato a giocare con suo padre quando aveva tre anni e ha gareggiato in tornei nazionali in Giappone da quando ne aveva sette.
Il 1 aprile 2019 è diventata la più giovane giocatrice professionista femminile in Giappone; ha fatto il suo debutto professionistico il 22 aprile dello stesso anno, nel turno preliminare del torneo Ryusei del Giappone occidentale, all'età di 10 anni e un mese, superando il primato stabilito da Rina Fujisawa nel 2010 all'età di 11 anni e 8 mesi. Nakamura è anche il primo giocatore di Go a diventare professionista sotto l'egida del sistema speciale di selezione della Nihon Ki-in per «futuri talenti» che possano competere con i migliori giocatori degli altri paesi.
È stata selezionata come una dei quattro rappresentanti giapponesi alla quarta edizione della MLily Cup, ma è stata sconfitta al primo turno dal professionista cinese Li Xuanhao 8d.
Alla fine del suo primo anno solare (2019) come professionista, costituito in realtà da soli nove mesi, ha conseguito 17 vittorie e 7 sconfitte, con una percentuale di vittorie pari al 70,8%; si tratta del miglior risultato tra i 13 nuovi 1-dan che hanno debuttato nel 2019.
A ottobre 2020 ha sconfitto Ueno Risa negli ottavi di finale della 24ª edizione del Kisei femminile: si è trattato dell'incontro con l'età combinata dei due goisti più bassa della storia del go professionistico giapponese, pari a 25 anni e 10 mesi.
Il 15 marzo 2021 ha sconfitto Matsubara Taisei 6d nel torneo preliminare B della 28ª edizione della Agon Kiriyama Cup; questa vittoria le ha permesso di essere promossa al grado di 2 dan all'età di 12 anni e 13 giorni, stabilendo il record per il più giovane 2 dan precedentemente detenuto da Cho Chikun Meijin onorario (12 anni e 3 mesi). Dalla sua promozione a 1 dan professionista, Sumire ha disputato 74 partite, vincendone 49 (66,2%).
Nel maggio 2021 ha raggiunto i quarti di finale della 40ª edizione dell'Hon'inbō femminile, venendo sconfitta da Koyama Terumi 6d.
Nel febbraio 2022 ha vinto il torneo per la determinazione della sfidante della trentatreesima edizione del Meijin femminile; ad aprile è stata però sconfitta per 0–2 dalla detentrice del titolo, Fujisawa Rina. Il 6 giugno ha ottenuto la sua 100 vittoria da professionista, all'età di 13 anni e 3 mesi, superando il precedente primato stabilito nel 1972 da Cho Chikun (15 anni e 11 mesi). Nel luglio 2022 ha perso la finale della settima edizione della Senko Cup contro Nyu Eiko. Nello stesso mese, ha sconfitto Fujisawa Rina nella finale per la determinazione della sfidante della ventiseiesima edizione del Kisei femminile. A ottobre 2022 è stata promossa 3 dan: all'età di 13 anni e 7 mesi è la più giovane professionista 3 dan giapponese; solo Cho Chikun Meijin onorario è stato promosso prima, a 13 anni e 4 mesi. Nello stesso mese ha partecipato alla 27ª edizione della Samsung Fire Cup in sostituzione di Yoda Norimoto, vincendo agli ottavi contro il sudcoreano Kwon Hyo-jin 4d e perdendo poi ai quarti contro il sudcoreano Lee Hyeong-jin 9d.
Tra gennaio e febbraio 2023 ha disputato la finale della ventiseiesima edizione del Kisei femminile, assegnata al meglio dei tre incontri, contro la detentrice del titolo Ueno Asami: è prima andata in svantaggio, ma vincendo due incontri consecutivi ha ottenuto il titolo all'età di 13 anni e 11 mesi, diventando il più giovane detentore di un titolo in Giappone.
Col consenso della federazione giapponese, nel settembre 2023 ha fatto richiesta alla federazione coreana di poter essere ammessa come professionista esterna.
Tra gennaio e febbraio 2024 Nakamura ha difeso il suo titolo nel corso della finale della 27ª edizione del Kisei femminile contro Ueno Risa: dopo aver vinto il primo incontro, Nakamura ha perso il secondo e il terzo, perdendo il titolo; questa finale è stata significativa in quanto entrambe le finaliste sono minorenni, e la somma delle loro età è la minore di qualunque finale giapponese (31 anni). Si è trasferita in Corea del Sud a fine febbraio, e ha disputato il suo primo incontro come professionista della federazione sudcoreana il 3 marzo, venendo sconfitta da Lee Chang-seok; si è trattato della sua prima partita nella lega per la quinta edizione del Supreme Player, a cui è stata invitata dalla federazione sudcoreana, e al termine della quale ha conseguito due vittorie e sei sconfitte. Tra giugno e luglio ha partecipato alla quarta edizione della competizione sudcoreana Supreme player femminile, un torneo a doppia eliminazione, in cui è arrivata terza. A dicembre ha perso per 1-2 contro Choi Jeong la finale del Kisung femminile (Sumire era andata in vantaggio nella lotta per il titolo) e successivamente per 0-2 la finale del Guksu femminile contro Kim Chae-yeong.

## Titoli
| Nazionali        | Nazionali | Nazionali |
| Torneo           | Vittorie  | Finalista |
| ---------------- | --------- | --------- |
| Meijin femminile |           | 1 (2022)  |
| Kisei femminile  | 1 (2023)  | 1 (2024)  |
| Senko Cup        |           | 1 (2022)  |
| Guksu femminile  |           | 1 (2024)  |
| Kisung femminile |           | 1 (2024)  |
| Totale           | 1         | 5         |